# Юстас де Балліол, Шериф Камберленда
Юстас де Балліол (помер 1274 року), Шериф Камберленда і губернатор замку Карлайл, був англійським лицарем.

## Біографія
Наймолодший син Х'ю де Балліола і Сесілії де Фонтен. Юстас служив шерифом Камберленда і губернатором замку Карлайл з жовтня 1261 по 1265 рік. 
Юстас одружився з Хавізою, дочкою Ранульфа Кірклінтонського і Ади де Моревіль.
1271 року відправився в хрестовий похід в Святу Землю під час хрестового походу Лорда Едуарда. Коли Юстас повернувся, то дізнався про смерть дружини.
Вдруге Юстас одружився з Агнес, дочкою Вільяма де Персі і Джоан Брівер. 
Помер у 1274 році, дітей не мав.